# Megalorhipida tessmanni
Megalorhipida tessmanni là một loài bướm đêm thuộc họ Pterophoridae. Nó được tìm thấy ở Guinea Xích Đạo, Nam Phi, Cameroon và Madagascar.
Ấu trùng ăn Cinchona pubescens.